# Игуаин, Гонсало
Гонса́ло Хера́рдо Игуаи́н (исп. Gonzalo Gerardo Higuaín, испанское произношение: [ɡonˈsalo iɣwaˈin]; род. 10 декабря 1987, Брест, Франция) — аргентинский футболист, нападающий. Выступал за национальную сборную Аргентины, в составе которой становился серебряным призёром чемпионата мира 2014 года.

## Биография
Родился в семье аргентинского профессионального футболиста Хорхе Игуаина (1957 г.р.), который на тот момент выступал на позиции защитника за французский клуб «Брест». Его родители вернулись в Аргентину, когда сыну исполнилось 10 месяцев. Таким образом, Гонсало Игуаин является обладателем французского паспорта, хоть и не говорит по-французски. В 2006 году Игуаина приглашали в свой состав сборные Аргентины и Франции, но тогда Гонсало отказал обеим, взяв время на размышление. Позднее он решил присоединиться к сборной Аргентины. Старший брат Гонсало Федерико Игуаин (род. 25 октября 1984) также являлся профессиональным футболистом и имеет опыт выступлений на позиции форварда за «Ривер Плейт» (вместе с братом), «Индепендьенте», турецкий «Бешикташ».

## Клубная карьера

### «Ривер Плейт»
В 2004—2006 годах Гонсало выступал за «Ривер Плейт».
После его участия в главном дерби младших составов «Боки Хуниорс» против «Ривер Плейта», менеджер «Ривер Плейта» Даниэль Пассарелла объявил, что Гонсало имеет огромное будущее.
Рекламируемый многими как звезда будущего футбола, он вызвал интерес нескольких больших клубов, таких как «Милан», «Лацио», «Манчестер Юнайтед» и «Челси».

### «Реал Мадрид»
С декабря 2006 года — игрок мадридского «Реала». Он стоил «королевскому клубу» 12 млн евро. Его дебют состоялся 11 января 2007 года против «Бетиса» во втором раунде Кубка Испании. Его первая игра в чемпионате состоялась через три дня, 14 января 2007 года, дома против «Сарагосы». Игуаин участвовал в создании множества голевых моментов и в итоге обеспечил один единственный гол, который принёс «Реалу» победу. Первый гол за «Реал» Игуаин забил 24 февраля, когда команда столкнулась с «Атлетико» в мадридском дерби, сравняв счёт (1:1) на стадионе «Висенте Кальдерон». Однако во время своего первого сезона на «Сантьяго Бернабеу» Игуаин вызывал некоторые сомнения в своей игре из-за отсутствия голов.
В сезоне 2007/08 Игуаин играл непоследовательно, хотя в конце сезона он набрал неплохую форму. Игуаин сначала забил гол на последней минуте, в камбэке против «Осасуны» 2:1, что позволило «Реалу» математически стать чемпионами Ла Лиги второй год подряд. Четыре дня спустя он забил третий гол в разгроме «Барселоны» со счётом 4:1 в Эль-Класико. Гол был забит всего через 57 секунд после того, как он вышел со скамейки запасных.
В сезоне 2008/09 забил в чемпионате Испании 22 мяча, а в сезоне 2009/10 — 27 мячей (второе место в списке лучших бомбардиров чемпионата после Лионеля Месси) и превзошёл шведского форварда Златана Ибрагимовича, а также своего товарища по команде Криштиану Роналду. В этом же сезоне он забил свои первые два гола в Лиге чемпионов УЕФА и свой второй хет-трик за клуб.
В июне 2010 года «Реал Мадрид» продлил контракт с Игуаином до 2016 года. 23 октября 2010 года он забил 5200-й гол в чемпионате Испании в истории «Реала», забив в ворота сантандерского «Расинга» в результате разгромной победы «бланкос» со счётом 6:1. 4 ноября того же года Игуаин забил 700-й гол клуба в Лиге чемпионов.
Гонсало Игуаин открыл свой счёт голам в новом сезоне, 10 сентября 2011 года в матче с «Хетафе». 24 сентября он забил второй свой гол в сезоне в ворота «Райо Вальекано» (6:2). 2 октября он оформил свой первый хет-трик в сезоне в матче против «Эспаньола» на выезде. 15 октября забил очередные три гола «Бетису». Игуаин также забивал в 2011 году «Реал Сосьедаду» (1:0), «Осасуне» (7:1), «Атлетико Мадрид» (4:1), загребскому «Динамо» (6:2). 31 марта 2012 года Гонсало забил сотый гол «Реала» в чемпионате Испании 2011/12. В сезоне, когда «Реал Мадрид» выиграл чемпионат, он забил 22 гола, больше, чем его товарищ по команде Карим Бензема, и оказался жизненно важным игроком для своей команды.
В первом же матче чемпионата Испании сезона 2012/13 против «Валенсии» (1:1), Игуаин забил гол, ставший 104-м в его карьере за мадридский клуб. Таким образом, он сравнялся с бразильцем Роналдо по количеству забитых мячей. 23 февраля 2013 года в выездном матче с «Депортиво Ла-Корунья» Игуаин забил свой 100-й мяч за «Реал» в чемпионате Испании.

### «Наполи»
В июле 2013 года Игуаин перешёл из «Реала» в «Наполи». Сумма сделки по предположительным данным составила 37 млн евро. 1 августа Гонсало Игуаин был официально представлен публике в статусе игрока «адзурри». 10 августа 2013 года Игуаин сыграл свой первый матч в стартовом составе в предсезонном товарищеском матче против «Бенфики», забив свой первый гол за клуб. 25 августа он дебютировал в Серии А, разгромив «Болонью» со счётом 3:0 в первом матче сезона 2013/14. 18 сентября 2013 года Игуаин забил в первом матче Лиги чемпионов УЕФА «Наполи» в сезоне, одержав победу со счётом 2:1 над дортмундской «Боруссией» на стадионе «Сан-Паоло». Он также забил в домашних победных матчах над «Марселем» и лондонским «Арсеналом», но «Наполи» не смог пройти групповой этап, несмотря на победы в четырёх из шести матчей.
8 ноября 2015 года Игуаин забил 200-й гол в своей клубной карьере, единственный гол в матче против «Удинезе».
Игуаин провёл три года в «Наполи», но так и не добился звания чемпиона Италии, хотя в последнем сезоне побил рекорд Серии А 66-летней давности Джино Россетти, забив 36 голов за сезон (у второго бомбардира Карлоса Бакки из «Милана» — всего 15).

### «Ювентус»
26 июля 2016 года Игуаин официально перешёл из «Наполи» в «Ювентус». Контракт подписан на пять лет. В первом же сезоне Гонсало стал наконец с «Юве» чемпионом Италии, сыграв 38 матчей в чемпионате и забив 24 гола (став лучшим бомбардиром команды и четвёртым бомбардиром Серии А). «Ювентус» к тому же сделал «золотой дубль», выиграв и Кубок Италии, а также дошёл до финала Лиги чемпионов. Однако следующий сезон Игуаин провёл не так ярко, несмотря на то, что «старая синьора» вновь сделала «дубль»
Игуаин сыграл решающую роль в победе «Ювентуса» с общим счётом 4:3 над «Тоттенхэмом» в ⅛ финала Лиги чемпионов УЕФА 2017/18. В первом матче, состоявшемся в Турине 13 февраля 2018 года, он забил оба гола своей команды в первые десять минут (один с пенальти), но перед перерывом не реализовал второй в матче пенальти и вызвал в свой адрес критику в итальянских СМИ; в итоге матч закончился ничьей 2:2. В ответном матче 7 марта он помог «Ювентусу» выйти и выиграть матч на стадионе «Уэмбли» со счётом 2:1, сначала сравняв счёт, а вскоре Дибала забил через три минуты ещё один мяч, тем самым закрепив за «Ювентусом» место в четвертьфинале турнира.

### «Милан»
2 августа 2018 года Игуаин стал игроком «Милана». Гонсало подписал 4-летний контракт с годовым окладом в 8,5 млн евро. Сама сделка была оформлена как аренда с правом выкупа, дабы у «россонери» не возникли проблемы с FFP следующим летом. Общая стоимость аргентинца составила 54 млн евро.

### «Челси»
23 января 2019 года Игуаин перешёл в «Челси» на правах аренды до 30 июня 2019 года с возможным правом выкупа. 30 января 2019 года он дебютировал в Премьер-лиге, в проигранном матче на выезде против «Борнмута» 0:4. 2 февраля он забил свои первые голы за «Челси», оформив дубль в домашнем матче против «Хаддерсфилд Таун», матч закончился со счётом 5:0 в пользу «Челси». 1 июля 2019 покинул клуб.

### «Интер Майами»
18 сентября 2020 года клуб MLS «Интер Майами» подписал Игуаина в качестве назначенного игрока, о чём сообщил официальный сайт американского клуба, президентом которого является Дэвид Бекхэм. Накануне 32-летний нападающий расторг соглашение с «Ювентусом», за который выступал с 2016 года. За «Интер Майами» дебютировал 27 сентября в матче против «Филадельфии Юнион», проигранном со счётом 0:3. 7 октября в матче против «Нью-Йорк Ред Буллз» забил свой первый гол в MLS, реализовав штрафной удар, и принёс «Интер Майами» победу со счётом 2:1. 30 июля 2022 года в матче против «Цинциннати» оформил хет-трик, но игра закончилась ничьей 4:4. 3 октября Гонсало Игуаин объявил о завершении футбольной карьеры по окончании сезона 2022. Свой последний матч провёл 17 октября в первом раунде плей-офф Кубка MLS 2022 против «Нью-Йорк Сити», в котором «Интер Майами» проиграл со счётом 0:3 и выбыл из дальнейшей борьбы за чемпионство.

## Карьера в сборной
В своё время Федерация футбола Франции предлагала Игуаину принять французское гражданство и выступать за «трёхцветных», но Гонсало отказался от предложения.
Однако, двери в сборную Аргентины долгое время для него оставались закрытыми. Альфио Басиле шансов Игуаину не давал, не видел сначала его в обойме и Диего Марадона. Наконец в 2009 году Марадона вызвал нападающего и поставил в стартовый состав отборочного матча против Перу, в котором Гонсало сразу же отметился забитым голом. В начале 2010 года записал на свой счёт победный гол в ворота сборной Германии в товарищеском матче, чем подтвердил обоснованность своих амбиций стать основным игроком аргентинской сборной.
На чемпионате мира 2010 года в ЮАР 22-летний Игуаин стал автором первого хет-трика турнира, забив три мяча в ворота сборной Южной Кореи (4:1). Для Гонсало это был всего лишь 7-й матч в составе национальной сборной. Игуаин — третий в истории, кому удалось забить три мяча в одном матче на чемпионате мира за Аргентину после Гильермо Стабиле (1930) и Габриэля «Батигола» Батистуты (1994 и 1998). Хет-трик Игуаина стал 49-м в истории чемпионатов мира и первым с 2002 года. В ⅛ финала в матче с Мексикой Гонсало забил ещё один мяч. В ¼ финала аргентинцы были разгромлены немцами 0:4 и покинули чемпионат.
8 октября 2011 года оформил хет-трик в матче отборочного турнира чемпионата мира 2014 года против Чили (4:1).
На чемпионате мира 2014 года, который проходил в Бразилии Игуаин принял участие во всех семи играх Аргентины, однако он забил лишь один гол в четвертьфинале против сборной Бельгии, правда он оказался единственным в игре и обеспечил команде Игуаина продвижения дальше по турнирной сетке. В финале аргентинцы встретились со своими обидчиками четырёхлетней давности — немцами, но взять реванш не получилось, команда Игуаина проиграла с минимальным счётом, а он сам в первом тайме не реализовал выход один на один.
Впоследствии был основным игроком сборной на Кубке Америки в 2015 и 2016, на обоих турнирах аргентинцы дошли до финалов, в которых оба раза потерпели досадные поражения от сборной Чили в серии послематчевых пенальти после нулевых ничьих в основное и дополнительное время.
В апреле 2018 года вошёл в состав сборной Аргентины для выступления на чемпионате мира 2018 в России. На турнире Игуаин не забил ни одного мяча.
28 марта 2019 года Игуаин объявил об уходе из сборной Аргентины. Его последний международный матч состоялся против Нигерии в заключительном матче группового этапа чемпионата мира 2018 года на стадионе «Крестовский» в Санкт-Петербурге, в котором Аргентина выиграла со счётом 2:1.

## Достижения

### Командные
«Реал Мадрид»
- Чемпион Испании (3): 2006/07, 2007/08, 2011/12
- Обладатель Суперкубка Испании (2): 2008, 2012
- Обладатель Кубка Испании: 2010/11

«Наполи»
- Обладатель Кубка Италии: 2013/14
- Обладатель Суперкубка Италии: 2014

«Ювентус»
- Чемпион Италии (3): 2016/17, 2017/18, 2019/20
- Обладатель Кубка Италии (2): 2016/17, 2017/18
- Финалист Лиги чемпионов (1): 2017

«Челси»
- Победитель Лиги Европы УЕФА: 2018/19

### Личные
- Лучший игрок чемпионата Аргентины (2006, Апертура)
- Лучший бомбардир чемпионата Италии: 2015/16
- Входит в состав символической сборной года Серии А (3): 2013/14, 2015/16, 2016/17
- Входит в состав символической сборной года Лиги Европы УЕФА (2): 2013/14[29], 2014/15[30]
- Входит в символическую сборную сезона по версии European Sports Media: 2015/16
- Лучший бомбардир сборной Аргентины на чемпионате мира 2010 (4 мяча)

## Статистика

### Клубная статистика
| Выступление      | Выступление         | Выступление      | Лига | Лига | Кубки | Кубки | Еврокубки | Еврокубки | Остальные | Остальные | Итого | Итого |
| Клуб             | Лига                | Сезон            | Игры | Голы | Игры  | Голы  | Игры      | Голы      | Игры      | Голы      | Игры  | Голы  |
| ---------------- | ------------------- | ---------------- | ---- | ---- | ----- | ----- | --------- | --------- | --------- | --------- | ----- | ----- |
| Ривер Плейт      | Примера A Насьональ | 2004/05          | 4    | 0    | 0     | 0     | 0         | 0         | 0         | 0         | 4     | 0     |
| Ривер Плейт      | Примера A Насьональ | 2005/06          | 14   | 5    | 0     | 0     | 4         | 2         | 0         | 0         | 18    | 7     |
| Ривер Плейт      | Примера A Насьональ | 2006/07          | 17   | 8    | 0     | 0     | 2         | 0         | 0         | 0         | 19    | 8     |
| Ривер Плейт      | Итого               | Итого            | 35   | 13   | 0     | 0     | 6         | 2         | 0         | 0         | 41    | 15    |
| Реал Мадрид      | Примера             | 2006/07          | 19   | 2    | 2     | 0     | 2         | 0         | 0         | 0         | 23    | 2     |
| Реал Мадрид      | Примера             | 2007/08          | 25   | 8    | 4     | 1     | 5         | 0         | 0         | 0         | 34    | 9     |
| Реал Мадрид      | Примера             | 2008/09          | 34   | 22   | 2     | 1     | 7         | 0         | 1         | 1         | 44    | 24    |
| Реал Мадрид      | Примера             | 2009/10          | 32   | 27   | 1     | 0     | 7         | 2         | 0         | 0         | 40    | 29    |
| Реал Мадрид      | Примера             | 2010/11          | 17   | 10   | 2     | 1     | 6         | 2         | 0         | 0         | 25    | 13    |
| Реал Мадрид      | Примера             | 2011/12          | 35   | 22   | 5     | 1     | 12        | 3         | 2         | 0         | 54    | 26    |
| Реал Мадрид      | Примера             | 2012/13          | 28   | 16   | 5     | 0     | 9         | 1         | 2         | 1         | 44    | 18    |
| Реал Мадрид      | Итого               | Итого            | 190  | 107  | 21    | 4     | 48        | 8         | 5         | 2         | 264   | 121   |
| Наполи           | Серия А             | 2013/14          | 32   | 17   | 5     | 2     | 9         | 5         | 0         | 0         | 46    | 24    |
| Наполи           | Серия А             | 2014/15          | 37   | 18   | 4     | 1     | 16        | 8         | 1         | 2         | 58    | 29    |
| Наполи           | Серия А             | 2015/16          | 35   | 36   | 2     | 0     | 5         | 2         | 0         | 0         | 42    | 38    |
| Наполи           | Итого               | Итого            | 104  | 71   | 11    | 3     | 30        | 15        | 1         | 2         | 146   | 91    |
| Ювентус          | Серия А             | 2016/17          | 38   | 24   | 5     | 3     | 12        | 5         | 0         | 0         | 55    | 32    |
| Ювентус          | Серия А             | 2017/18          | 35   | 16   | 5     | 2     | 10        | 5         | 0         | 0         | 50    | 23    |
| Ювентус          | Серия А             | 2019/20          | 32   | 8    | 4     | 1     | 8         | 2         | 0         | 0         | 44    | 11    |
| Ювентус          | Итого               | Итого            | 105  | 48   | 14    | 6     | 30        | 12        | 0         | 0         | 149   | 66    |
| Милан            | Серия А             | 2018/19          | 15   | 6    | 2     | 0     | 5         | 2         | 0         | 0         | 22    | 8     |
| Милан            | Итого               | Итого            | 15   | 6    | 2     | 0     | 5         | 2         | 0         | 0         | 22    | 8     |
| Челси            | Премьер-лига        | 2018/19          | 14   | 5    | 3     | 0     | 1         | 0         | 0         | 0         | 18    | 5     |
| Челси            | Итого               | Итого            | 14   | 5    | 3     | 0     | 1         | 0         | 0         | 0         | 18    | 5     |
| Интер Майами     | MLS                 | 2020             | 9    | 1    | —     | —     | —         | —         | —         | —         | 9     | 1     |
| Интер Майами     | MLS                 | 2021             | 30   | 12   | —     | —     | —         | —         | —         | —         | 30    | 12    |
| Интер Майами     | MLS                 | 2022             | 28   | 16   | —     | —     | —         | —         | 3         | 0         | 31    | 16    |
| Интер Майами     | Итого               | Итого            | 67   | 29   | —     | —     | —         | —         | 3         | 0         | 70    | 29    |
| Всего за карьеру | Всего за карьеру    | Всего за карьеру | 530  | 279  | 51    | 13    | 120       | 39        | 9         | 4         | 710   | 335   |

### Матчи и голы Игуаина за сборную Аргентины
| Матчи Игуаина за сборную Аргентины | Матчи Игуаина за сборную Аргентины | Матчи Игуаина за сборную Аргентины | Матчи Игуаина за сборную Аргентины | Матчи Игуаина за сборную Аргентины | Матчи Игуаина за сборную Аргентины | Матчи Игуаина за сборную Аргентины |
| №                                  | Дата                               | Соперник                           | Счёт                               | Голы Игуаина                       | Соревнование                       |                                    |
| ---------------------------------- | ---------------------------------- | ---------------------------------- | ---------------------------------- | ---------------------------------- | ---------------------------------- | ---------------------------------- |
| 1                                  | 11 октября 2009                    | Перу                               | 1:2                                | 1                                  | Отборочные матчи ЧМ-2010           |                                    |
| 2                                  | 15 октября 2009                    | Уругвай                            | 1:0                                | -                                  | Отборочные матчи ЧМ-2010           |                                    |
| 3                                  | 14 ноября 2009                     | Испания                            | 1:2                                | -                                  | Товарищеский матч                  |                                    |
| 4                                  | 3 марта 2010                       | Германия                           | 1:0                                | 1                                  | Товарищеский матч                  |                                    |
| 5                                  | 24 мая 2010                        | Канада                             | 5:0                                | -                                  | Товарищеский матч                  |                                    |
| 6                                  | 12 июня 2010                       | Нигерия                            | 1:0                                | -                                  | Финальные матчи ЧМ-2010            |                                    |
| 7                                  | 17 июня 2010                       | Республика Корея                   | 4:1                                | 3                                  | Финальные матчи ЧМ-2010            |                                    |
| 8                                  | 27 июня 2010                       | Мексика                            | 3:1                                | 1                                  | Финальные матчи ЧМ-2010            |                                    |
| 9                                  | 3 июля 2010                        | Германия                           | 0:4                                | -                                  | Финальные матчи ЧМ-2010            |                                    |
| 10                                 | 11 августа 2010                    | Ирландия                           | 1:0                                | -                                  | Товарищеский матч                  |                                    |
| 11                                 | 7 сентября 2010                    | Испания                            | 4:1                                | 1                                  | Товарищеский матч                  |                                    |
| 12                                 | 8 октября 2010                     | Япония                             | 0:1                                | -                                  | Товарищеский матч                  |                                    |
| 13                                 | 17 ноября 2010                     | Бразилия                           | 1:0                                | -                                  | Товарищеский матч                  |                                    |
| 14                                 | 6 июля 2011                        | Колумбия                           | 0:0                                | -                                  | Кубок Америка 2011                 |                                    |
| 15                                 | 11 июля 2011                       | Коста-Рика                         | 3:0                                | -                                  | Кубок Америка 2011                 |                                    |
| 16                                 | 16 июля 2011                       | Уругвай                            | 1:1 (4:5 пен.)                     | 1                                  | Кубок Америка 2011                 |                                    |
| 17                                 | 2 сентября 2011                    | Венесуэла                          | 0:1                                | -                                  | Товарищеский матч                  |                                    |
| 18                                 | 6 сентября 2011                    | Нигерия                            | 3:1                                | 1                                  | Товарищеский матч                  |                                    |
| 19                                 | 7 октября 2011                     | Чили                               | 4:1                                | 3                                  | Отборные матчи на ЧМ-2014          |                                    |
| 20                                 | 11 октября 2011                    | Венесуэла                          | 0:1                                | -                                  | Отборные матчи на ЧМ-2014          |                                    |
| 21                                 | 11 ноября 2011                     | Боливия                            | 1:1                                | -                                  | Отборные матчи на ЧМ-2014          |                                    |
| 22                                 | 15 ноября 2011                     | Колумбия                           | 2:1                                | -                                  | Отборные матчи на ЧМ-2014          |                                    |
| 23                                 | 29 февраля 2012                    | Швейцария                          | 3:1                                | -                                  | Товарищеский матч                  |                                    |
| 24                                 | 2 июня 2012                        | Эквадор                            | 4:0                                | 1                                  | Отборные матчи на ЧМ-2014          |                                    |
| 25                                 | 9 июня 2012                        | Бразилия                           | 4:3                                | -                                  | Товарищеский матч                  |                                    |
| 26                                 | 15 августа 2012                    | Германия                           | 3:1                                | -                                  | Товарищеский матч                  |                                    |
| 27                                 | 7 сентября 2012                    | Парагвай                           | 3:1                                | 1                                  | Отборные матчи на ЧМ-2014          |                                    |
| 28                                 | 11 сентября 2012                   | Перу                               | 1:1                                | 1                                  | Отборные матчи на ЧМ-2014          |                                    |
| 29                                 | 12 октября 2012                    | Уругвай                            | 3:0                                | -                                  | Отборные матчи на ЧМ-2014          |                                    |
| 30                                 | 16 октября 2012                    | Чили                               | 2:1                                | 1                                  | Отборные матчи на ЧМ-2014          |                                    |
| 31                                 | 6 февраля 2013                     | Швеция                             | 3:2                                | 1                                  | Товарищеский матч                  |                                    |
| 32                                 | 22 марта 2013                      | Венесуэла                          | 3:0                                | 2                                  | Отборные матчи на ЧМ-2014          |                                    |
| 33                                 | 7 июня 2013                        | Колумбия                           | 0:0                                | -                                  | Отборные матчи на ЧМ-2014          |                                    |
| 34                                 | 14 августа 2013                    | Италия                             | 2:1                                | 1                                  | Товарищеский матч                  |                                    |
| 35                                 | 16 ноября 2013                     | Эквадор                            | 0:0                                | -                                  | Товарищеский матч                  |                                    |
| 36                                 | 5 марта 2014                       | Румыния                            | 0:0                                | -                                  | Товарищеский матч                  |                                    |
| 37                                 | 15 июня 2014                       | Босния и Герцеговина               | 2:1                                | -                                  | Финальные матчи ЧМ-2014            |                                    |
| 38                                 | 21 июня 2014                       | Иран                               | 1:0                                | -                                  | Финальные матчи ЧМ-2014            |                                    |
| 39                                 | 25 июня 2014                       | Нигерия                            | 3:2                                | -                                  | Финальные матчи ЧМ-2014            |                                    |
| 40                                 | 1 июля 2014                        | Швейцария                          | 1:0                                | -                                  | Финальные матчи ЧМ-2014            |                                    |
| 41                                 | 5 июля 2014                        | Бельгия                            | 1:0                                | 1                                  | Финальные матчи ЧМ-2014            |                                    |
| 42                                 | 9 июля 2014                        | Нидерланды                         | 0:0 (4:2 пен.)                     | -                                  | Финальные матчи ЧМ-2014            |                                    |
| 43                                 | 13 июля 2014                       | Германия                           | 0:1                                | -                                  | Финальные матчи ЧМ-2014            |                                    |
| 44                                 | 11 октября 2014                    | Бразилия                           | 0:2                                | -                                  | Товарищеский матч                  |                                    |
| 45                                 | 14 октября 2014                    | Гонконг                            | 7:0                                | 2                                  | Товарищеский матч                  |                                    |
| 46                                 | 18 ноября 2014                     | Португалия                         | 0:1                                | -                                  | Товарищеский матч                  |                                    |
| 47                                 | 28 марта 2015                      | Сальвадор                          | 2:0                                | -                                  | Товарищеский матч                  |                                    |
| 48                                 | 7 июня 2015                        | Боливия                            | 5:0                                | -                                  | Товарищеский матч                  |                                    |
| 49                                 | 13 июня 2015                       | Парагвай                           | 2:2                                | -                                  | Кубок Америка 2015                 |                                    |
| 50                                 | 20 июня 2015                       | Ямайка                             | 1:0                                | 1                                  | Кубок Америка 2015                 |                                    |
| 51                                 | 1 июля 2015                        | Парагвай                           | 6:1                                | 1                                  | Кубок Америка 2015                 |                                    |
| 52                                 | 4 июля 2015                        | Чили                               | 0:0 (1:4 пен.)                     | -                                  | Кубок Америка 2015                 |                                    |
| 53                                 | 14 ноября 2015                     | Бразилия                           | 1:1                                | -                                  | Отборные матчи на ЧМ-2018          |                                    |
| 54                                 | 17 ноября 2015                     | Колумбия                           | 1:0                                | -                                  | Отборные матчи на ЧМ-2018          |                                    |
| 55                                 | 24 марта 2016                      | Чили                               | 2:1                                | -                                  | Отборные матчи на ЧМ-2018          |                                    |
| 56                                 | 29 марта 2016                      | Боливия                            | 2:0                                | -                                  | Отборные матчи на ЧМ-2018          |                                    |
| 57                                 | 28 мая 2016                        | Гондурас                           | 1:0                                | 1                                  | Товарищеский матч                  |                                    |
| 58                                 | 7 июня 2016                        | Чили                               | 2:1                                | -                                  | Кубок Америка 2016                 |                                    |
| 59                                 | 11 июня 2016                       | Панама                             | 5:0                                | -                                  | Кубок Америка 2016                 |                                    |
| 60                                 | 15 июня 2016                       | Боливия                            | 3:0                                | -                                  | Кубок Америка 2016                 |                                    |
| 61                                 | 19 июня 2016                       | Венесуэла                          | 4:1                                | 2                                  | Кубок Америка 2016                 |                                    |
| 62                                 | 22 июня 2016                       | США                                | 4:0                                | 2                                  | Кубок Америка 2016                 |                                    |
| 63                                 | 26 июня 2016                       | Чили                               | 0:0 (2:4 пен.)                     | -                                  | Кубок Америка 2016                 |                                    |
| 64                                 | 7 октября 2016                     | Перу                               | 2:2                                | 1                                  | Отборные матчи на ЧМ-2018          |                                    |
| 65                                 | 12 октября 2016                    | Парагвай                           | 0:1                                | -                                  | Отборные матчи на ЧМ-2018          |                                    |
| 66                                 | 10 ноября 2016                     | Бразилия                           | 0:3                                | -                                  | Отборные матчи на ЧМ-2018          |                                    |
| 67                                 | 15 ноября 2016                     | Колумбия                           | 3:0                                | -                                  | Отборные матчи на ЧМ-2018          |                                    |
| 68                                 | 23 марта 2017                      | Чили                               | 1:0                                | -                                  | Отборные матчи на ЧМ-2018          |                                    |
| 69                                 | 9 июня 2017                        | Бразилия                           | 1:0                                | -                                  | Товарищеский матч                  |                                    |
| 70                                 | 23 марта 2018                      | Италия                             | 2:0                                | -                                  | Товарищеский матч                  |                                    |
| 71                                 | 27 марта 2018                      | Испания                            | 1:6                                | -                                  | Товарищеский матч                  |                                    |
| 72                                 | 30 мая 2018                        | Гаити                              | 4:0                                | -                                  | Товарищеский матч                  |                                    |
| 73                                 | 16 июня 2018                       | Исландия                           | 1:1                                | -                                  | Финальные матчи ЧМ-2018            |                                    |
| 74                                 | 21 июня 2018                       | Хорватия                           | 0:3                                | -                                  | Финальные матчи ЧМ-2018            |                                    |
| 75                                 | 26 июня 2018                       | Нигерия                            | 2:1                                | -                                  | Финальные матчи ЧМ-2018            |                                    |

Итого: 75 матчей / 31 гол; 51 победа, 13 ничьих, 11 поражений.